# Plainville (Kansas)
Pour les articles homonymes, voir Plainville.
Plainville est une ville du comté de Rooks, au Kansas (États-Unis). D'après le recensement des États-Unis de 2010, elle compte 1 903 habitants.
D'après le bureau du recensement des États-Unis, la localité couvre une superficie de 1,24 milles carrés (3,21 km2).

## Histoire
La localité est nommée en fonction de son lieu de fondation.